# Église Mikael de Turku
L'église Saint-Michel de Turku (en finnois : Mikaelinkirkko) est une église située en bordure de Puistokatu dans le huitième quartier au centre de Turku en Finlande. 
L'église a été conçue par Lars Sonck dans un mélange de style néogothique et d'Art nouveau et construite de 1899 à 1905.

## Histoire
Lars Sonck a 23 ans quand il gagne le concours d'architectes en 1894. La paroisse Mikael est fondée en 1921. En 2009, la Direction des musées de Finlande cite le quartier de maisons en bois de Port Arthur et l'église Mikael comme l'un des sites culturels construits d'intérêt national.

## Architecture
L'église est parmi les plus populaires de Turku pour les mariages, elle propose 1250 places assises. C'est une église avec trois bas-côtés, est un chœur polygonal. La sacristie est située derrière le Chœur.  L'église a un portail d'entrée et quatre portes à chaque coin. La  Flèche  principale s'élève à 77 mètres de la base. L'église est principalement bâtie de briques rouges, la toiture est d'ardoise verte de Norvège. Les orgues à 52 jeux, fabriquées par Grönlunds Orgelbyggeri en 2002,  comportent le plus long tuyau d'orgue métallique de Finlande de 9,6 mètres. 
Avant même le début de la construction Lars Sonck veut opérer des changements importants à sa conception gagnante. Mais le conseil de l'église n'accepte que des changements mineurs à la façade. Pour l'intérieur Sonck a droit de modifier plus librement sa conception d'origine. Le style Art nouveau vient se mêler aux styles néogothique et du romantisme national.

## Galerie

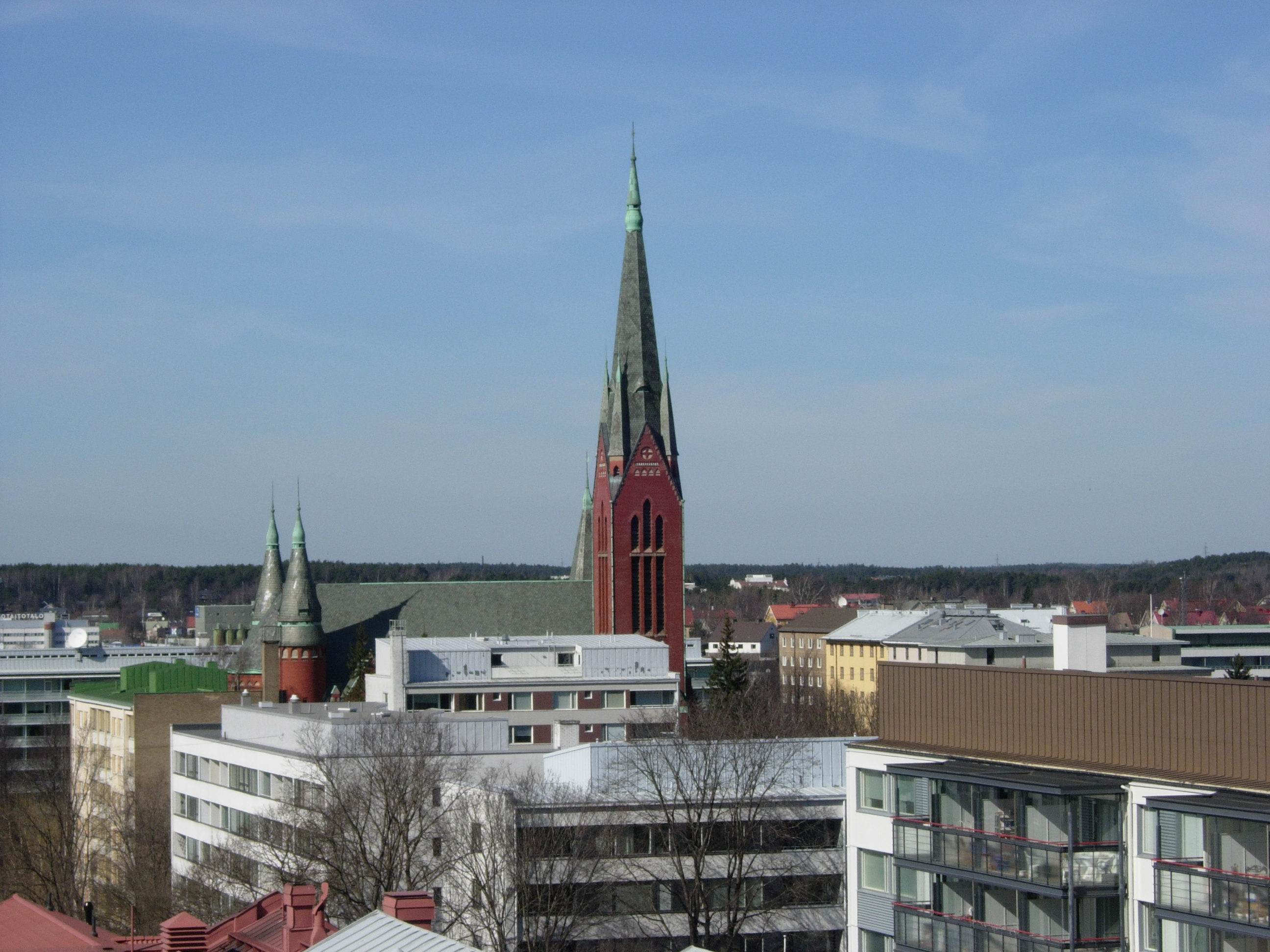
L'église Mikael et son environnement.
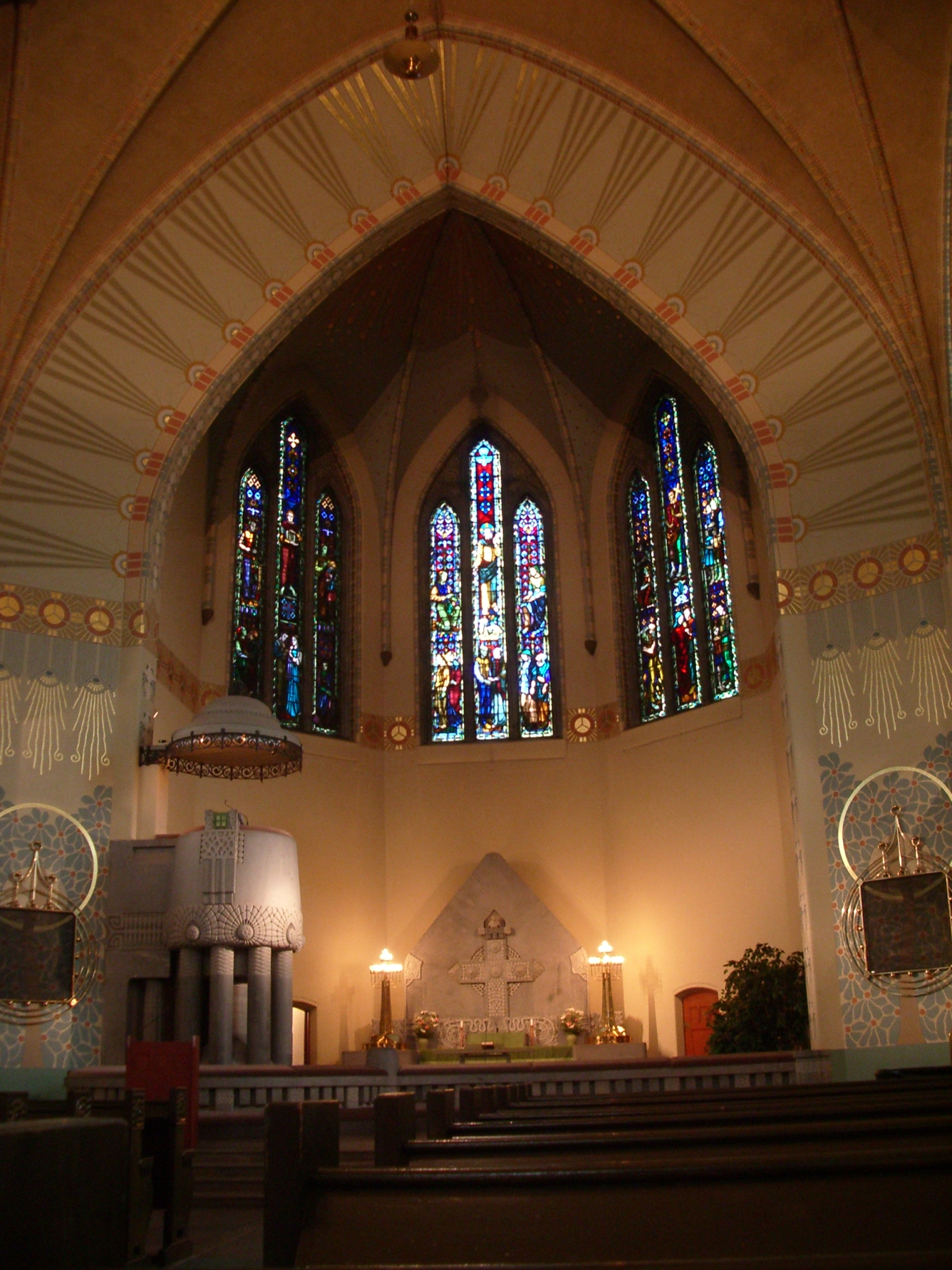
L'autel.
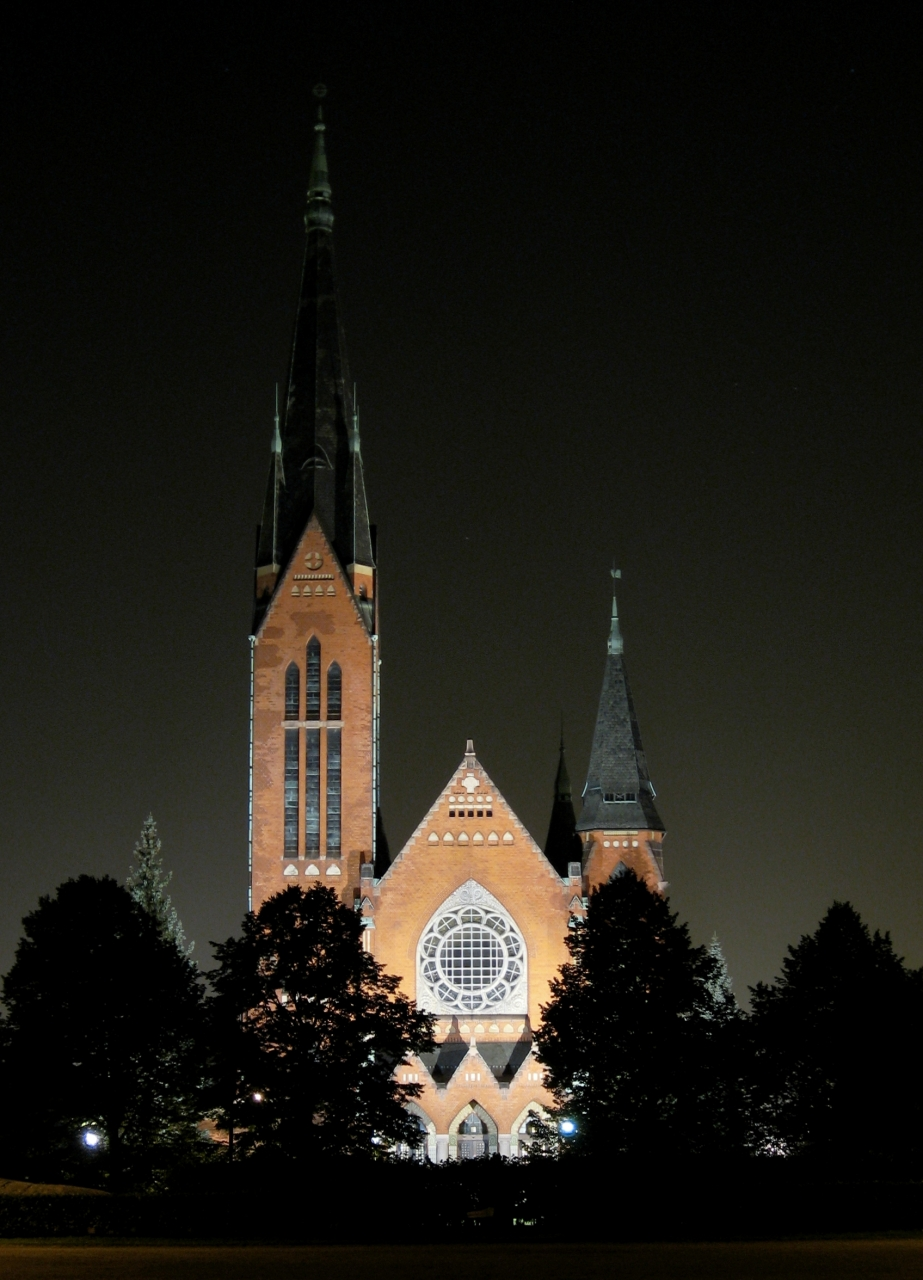
L'église Mikael.
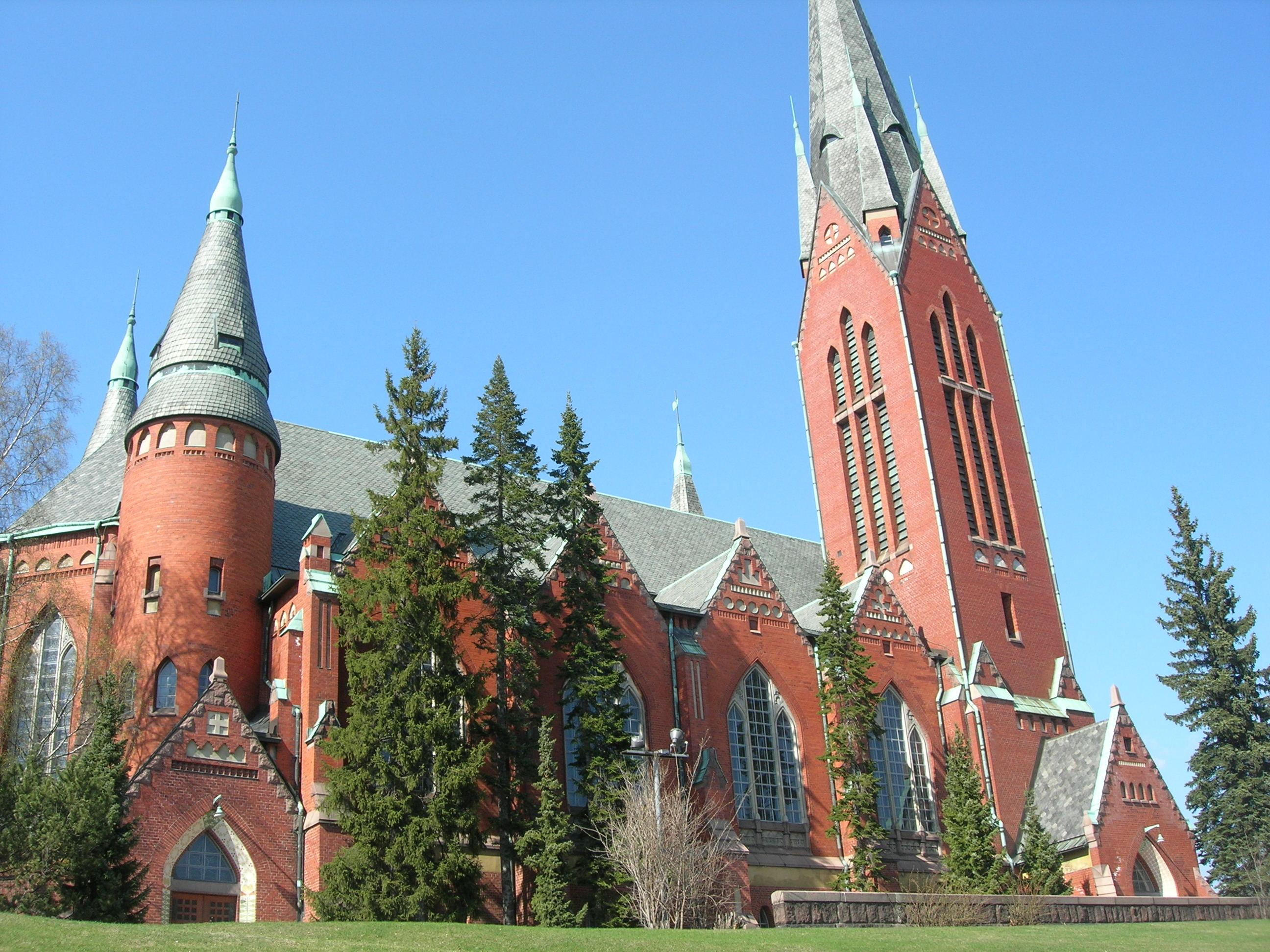
L'église Mikael.